# آشیانه عقاب (رمان)
آشیانهٴ عقاب یک رمان تاریخی ۱۰ جلدی از زین‌العابدین مؤتمن است که در سال ۱۹۳۹ منتشر شد و مورد استقبال خوانندگان کتاب در اواخر دوران رضا شاه قرار گرفت. 
این رمان، یک داستان ماجرایی و عاشقانه است که شخصیت‌های تاریخی مانند خواجه نظام‌الملک و حسن صباح در آن نقش کلیدی دارند.